# Pusztakovácsi
Pusztakovácsi es un pueblo ubicado en el distrito de Marcali, en el condado de Somogy, Hungría.

## Superficie
Posee una superficie de 43,38 kilómetros cuadrados.

## Demografía
Hasta 2019 la población era de 791 habitantes, con una densidad de población de 18,23 habitantes por kilómetro cuadrado.